# Campeonato Sul-Americano de Voleibol Feminino de 1951
O 1º Campeonato Sul-Americano de Voleibol Feminino foi realizado no ano de 1951 em Rio de Janeiro, Brasil.

## Tabela Final
| Posição | Equipe    |
| ------- | --------- |
|         | Brasil    |
|         | Uruguai   |
|         | Peru      |
| 4       | Argentina |

## Premiação
| Campeonato Sul-Americano de Voleibol Feminino de 1951 |
| border.                                               |
| ----------------------------------------------------- |
| Brasil (1º título)                                    |